# Fiora et le Roi de France
Fiora et le Roi de France est un roman historique de Juliette Benzoni paru en 1990. Il compose le quatrième et dernier volet de la tétralogie La Florentine.

## Histoire
Après les déboires qu'elle a connus en France où son mari, le comte Philippe de Selongey, a été exécuté, et à Rome où elle a eu des démêlés avec le pape, la belle Fiora retrouve le rang et la fortune grâce à la protection de Lorenzo de Médicis, dont elle devient la maîtresse. C'est alors que lui parvient l'incroyable nouvelle apportée par l'ambassadeur du roi Louis XI : son mari, dont elle a eu un fils, élevé en France, est bien vivant.
Dès lors, Fiora n'a plus qu'une idée : le retrouver. Alors commence pour elle une folle équipée ponctuée par les dangers d'une embuscade, un accouchement secret, de tumultueuses chevauchées qui la conduisent d'Avignon à Nancy en passant par Bruges, avant de connaître les geôles royales sous une accusation de complot.